# Улица Семакова (Тюмень)
Улица Семакова (с середины XIX века до 1922 года называлась Подаруевской) — улица в Центральном административном округе и Калининском административном округе города Тюмень.
Улица названа по имени А.В. Семакова, участника Гражданской войны на Севере.

## Расположение
Проходит от берега реки Тура до пересечения с улицей Герцена, расположена между улицей Кирова и улицами Тургенева и Володарского. Нумерация домов начинается от берега реки Тура.

## Происхождение названия
Первое название современная улица получила название Подаруевской, как и большинство улиц Тюмени в середине XIX века, в честь известной в Тюмени купеческой семьи, а точнее Прокопия Ивановича Подаруева.
Свое действующее название улица Семакова получила в 1922 году по случаю пятилетия Октябрьской революции 1917 года. Местная новая советская власть переименовала в Тюмени 41 улицу, в их число попала и Подаруевская.

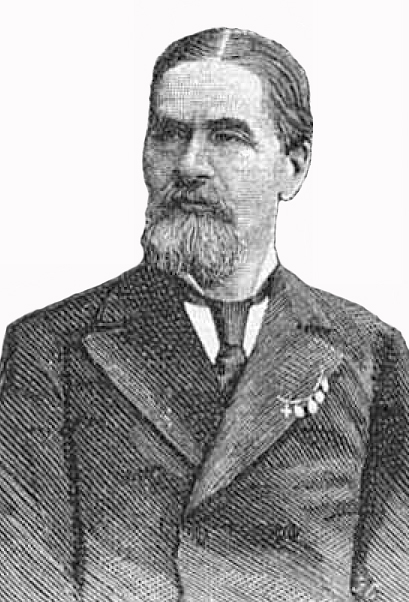
Подаруев Прокопий Иванович

## История

### XVII век

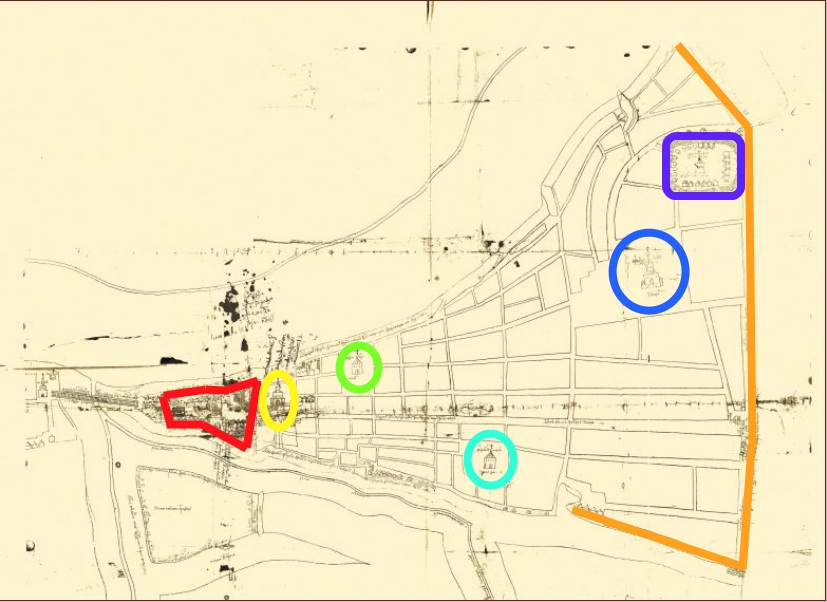
План Тюмени около 1700 года (Головачев)

Современная улица Семакова видна ещё на первом сохранившемся плане Тюмени 1696 г. Она соединяла Туру и овраг Тюменки. В начале XVII в. На этом месте стояла крепостная стена, защищавшая Тюменский посад с южной, «полевой» стороны. В 1668 г. Стену перенесли южнее, чтобы расширить посад, туда, где теперь находится ул. Челюскинцев.

### XVIII век
Первое отчетливое изображение улицы можно увидеть на первом генеральном плане Тюмени 1765 г. Будущая улица Семакова проложена прямой от реки до оврага. Такой она осталась и теперь, но укоротилась до улицы Герцена, за которой уже в советское время её кусочек зазвали переулком Кольцова, известного русского поэта XIX в.

### XIX век
В 1853 г. на юго-востоке площади по ул. Подаруевской (теперь Семакова) построили двухэтажное кирпичное здание на средства купца и городского головы К. Шешукова для уездного училища, до недавнего времени оно являлось пристроем к корпусу университета. В сентябре 2021 г. Здание снесли для постройки нового корпуса ТГУ.

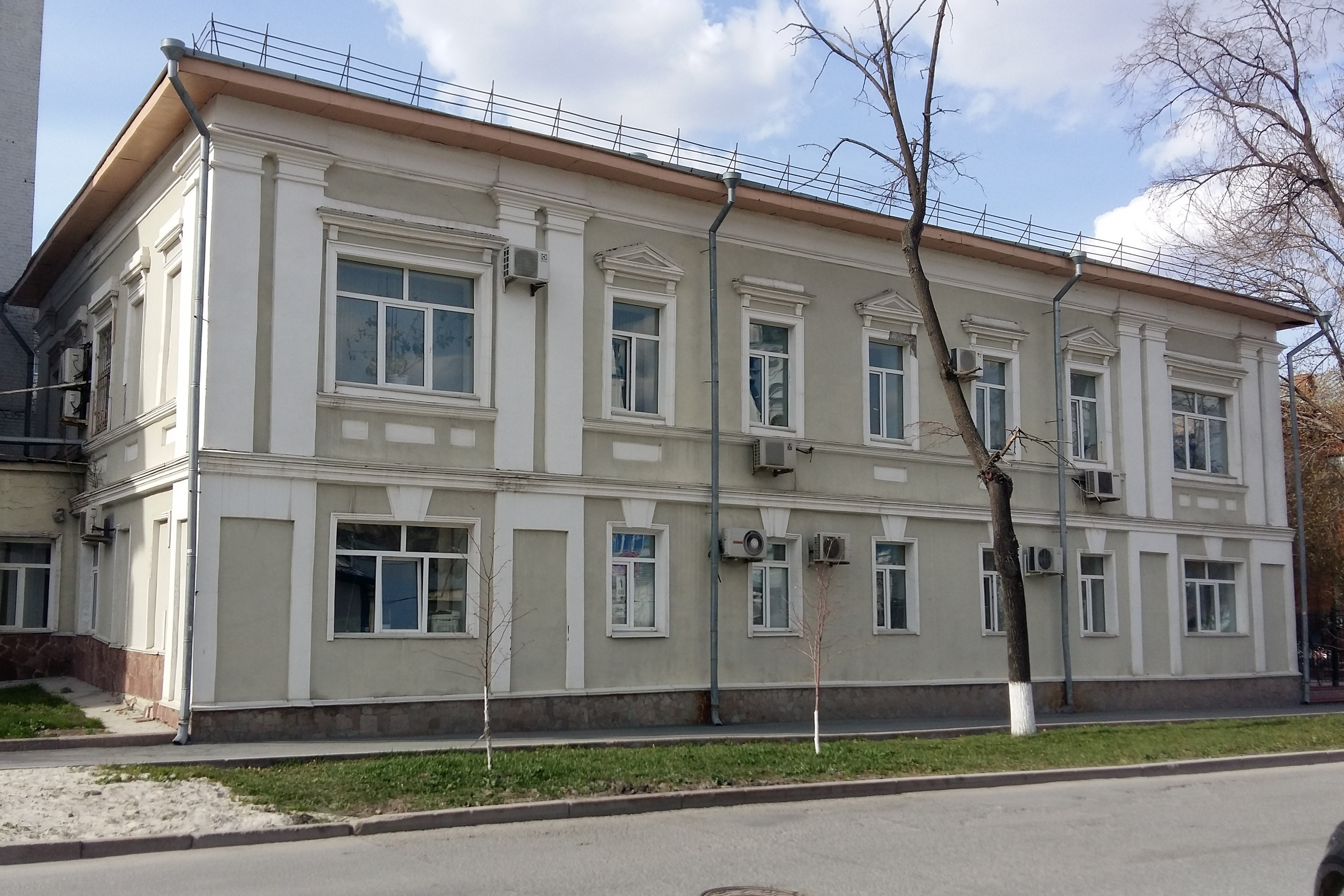
Семакова 10

В 1859 г. на углу улиц Семакова (тогда Подаруевской) и Володарского построили двухэтажное здание приходского училища и женской школы. Оно было разобрано в первые годы XX в. под строительство женской гимназии (теперь это краснокирпичное здание — административный корпус университета).
В 1870—1890 гг. на улице был простроен дом И. П. Войнова — А. А. Багаева. Особняк, который принадлежал купцу I гильдии Ивану Петровичу Войнову. После его смерти здание перешло в собственность А. А. Багаева, который жил с семьей на втором этаже, а первый сдавал под магазин М. Е. Ефимову. В магазине продавалась женская одежда, музыкальные инструменты, парфюмерия, швейные и пишущие машинки. С 1879 по 1910 год в доме действовал Клуб приказчиков. В 1939 г. в здании размещался учебный корпус тюменского педучилища, в 1940 г. техникум. Сейчас это здание принадлежит ГАУСЗ.

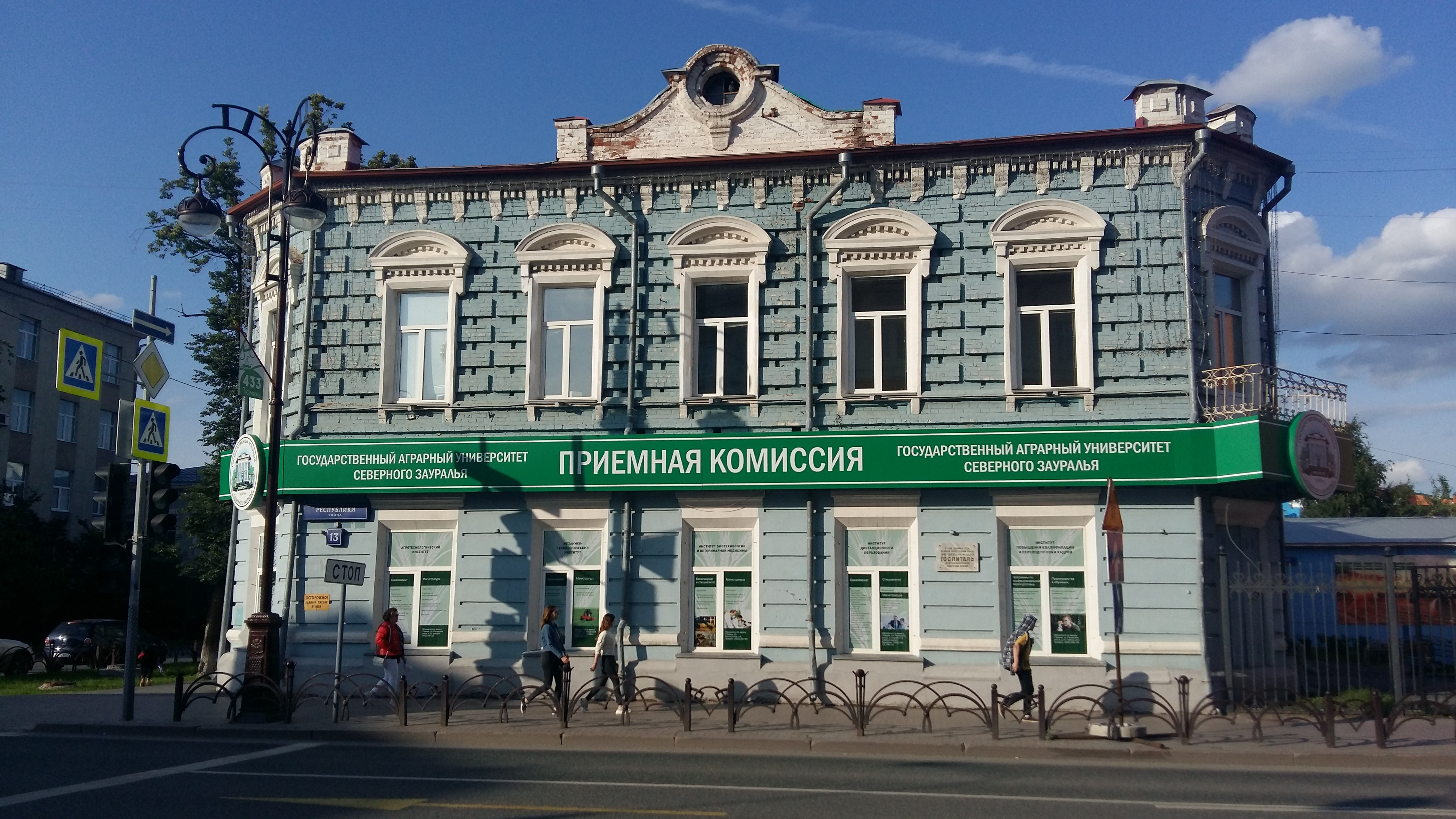
Республики, 13, Семакова, 17 (Тюмень)

В конце XIX в. в самом начале улицы, на набережной был построен одноэтажный особняк: «Усадьба причта Знаменской церкви». Образец жилого деревянного дома в застройке Тюмени конца XIX — начала XX вв. Дом построен в стиле русского модерна. Небольшой плоский ризалит в центре главного фасада акцентирован башенкой с фигурным сложным куполом. Совершая поездку по Западной Сибири, в этом доме останавливался русский флотоводец, океанограф, вице-адмирал Степан Макаров. В 2018 г. дом был приобретен на аукционе местным предпринимателем.

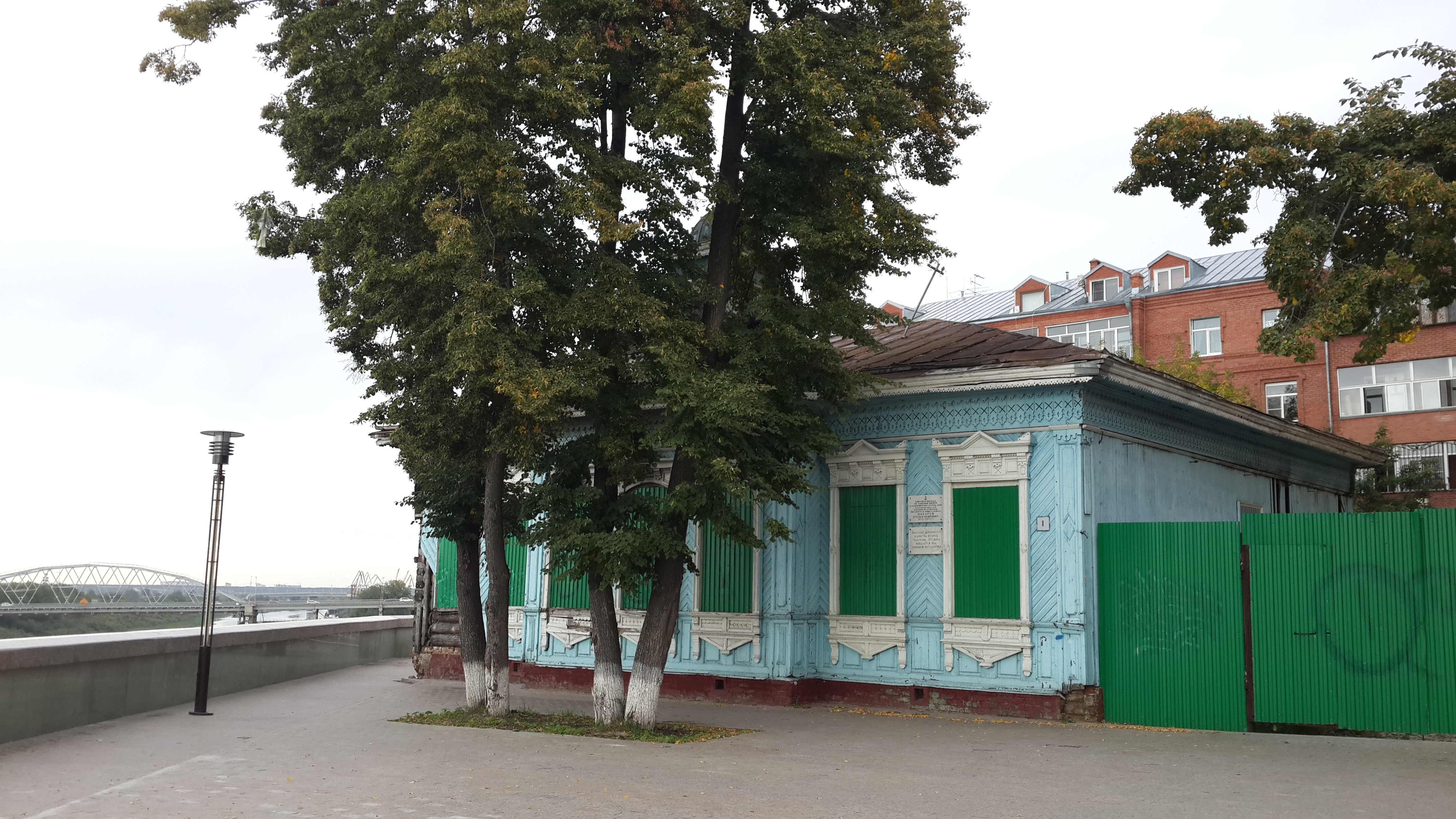
Усадьба причта Знаменской церкви, Семакова, 1

Так же в конце XIX века был построено двухэтажное деревянное здание, которое в 1910—1914 гг. здесь находилось коммерческое училище Колокольниковых, позже переехавшее в затюменку. Весной 1918 г. тут заседал первый городской Совет рабочих, солдатских и крестьянских депутатов. После располагалась школа № 8, потом — клуб юных моряков общества спасения на водах (ОСВОД), потом поселились казаки и начали ремонт здания. В июле 1995 г. здание сгорело. Теперь на его месте находится четырёх этажный жилой дом из красного кирпича.
Ещё одним домом построенным в конце XIX в. Является дом купцов Чираловых. Изначально дом принадлежал семье тюменских купцов Чираловых. Сергей Степанович Чиралов занимался кожевенным производством. Дом является характерным для Тюмени купеческим особняком конца XIX века, один из лучших в городе по своему архитектурно-художественному значению. Поставленный на каменный цокольный этаж дом имеет лаконичную объемную композицию, широкие уличные фасады в пять и семь оконных осей. Обшивка тёсом создаёт впечатление горизонтального руста и скрывает бревенчатый сруб.

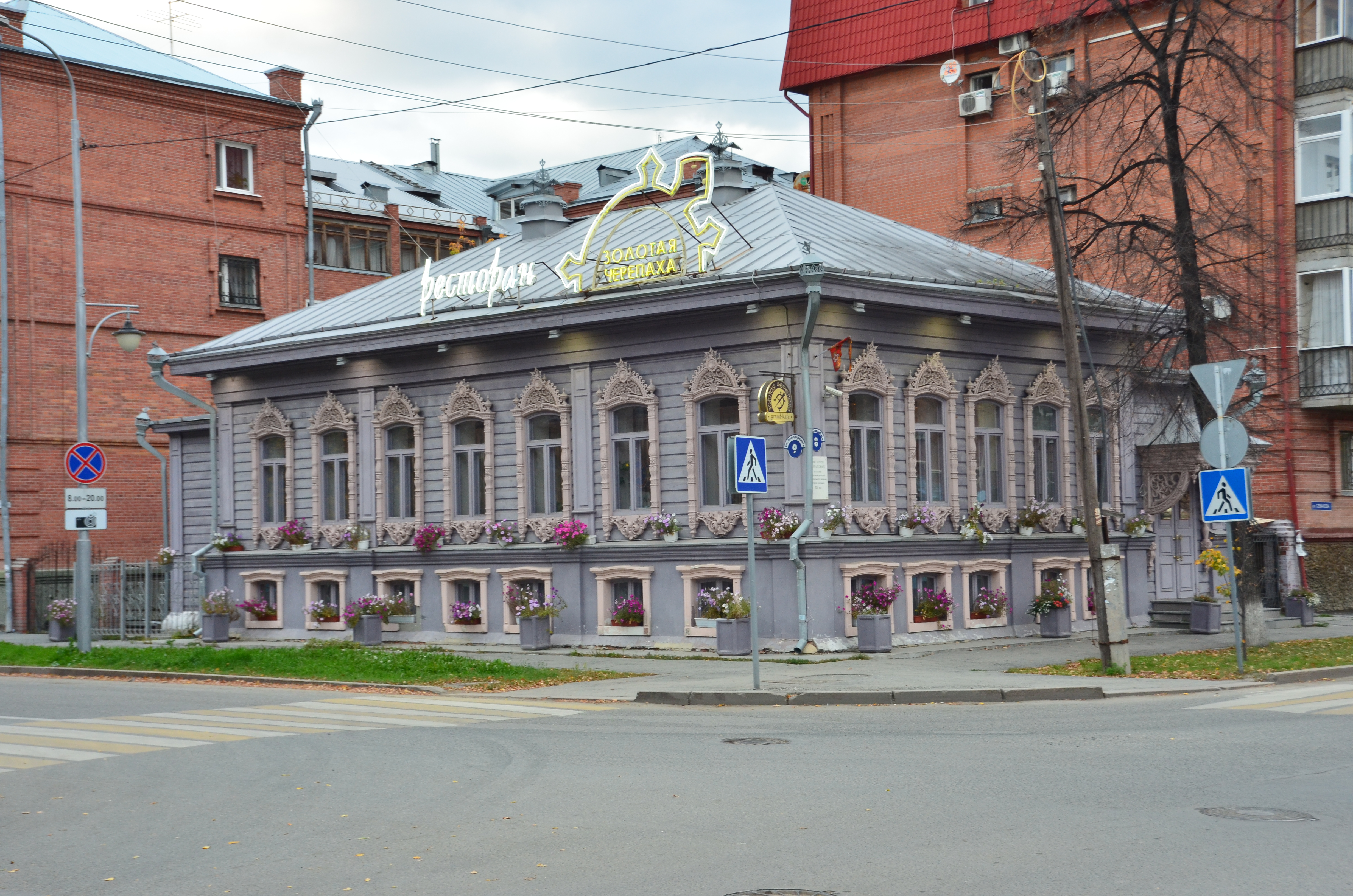
Дом купцов Чираловых, Семакова 8

В 2010-х годах дом отреставрировали, теперь там находится ресторан «Тургенев»

### XX век
Наиболее значимые события в жизни улицы произошли в период Великой Отечественной войны.
Уже на третий день после начала войны, 25 июня 1941 года, в Тюмени началось формирование эвакогоспиталей. Вначале их было три: № № 1498, 1499 и 1500 — каждый на 200 коек. Госпиталь № 1498 развернули в школе № 1- теперь это административное здание университета по ул. Семакова 8а.
В ноябре 1941 г. из г. Дмитрова в Тюмень прибыл эвакуированный экскаваторный завод № 766. Завод расположился по ул. Семакова и в помещении Госконюшеен (где теперь новый корпус фабрики «Восход» на углу ул. Семакова и Урицкого). В годы войны он хоть и был самостоятельным по форме, но по сути работал как филиал завода строительных машин и выполнял военные заказы. К 1951 г. бывший экскаваторный завод перебрался полностью на ул. Горького.

### Период политических репрессий
Ночью 3 ноября 1937 года 49 арестованных были расстреляны в подвале здания НКВД г. Тюмени по ул. Семакова, 18. Затем их тела скрытно перевезли и сброcили в общую яму на Затюменском кладбище. А тем временем тюменскую тюрьму уже пополнила очередная «банда врагов народа», которые через месяц или полтора будут также расстреляны. Маховик конвейера смерти только набирал обороты, а впереди ещё был 1938 год.

## Архитектура
Большая часть улицы застроена малоэтажными кирпичными зданиями конца XIX — начала XX веков выполненных в стиле модерн. Однако, помимо кирпичных зданий до наших дней дошло несколько деревянных домов конца XIX века.
В советское время на улице было построено два дома, один из которых по типовому проекту (1-447С-43).
Начало улицы от берега р. Тура до перекрестка с ул. Володарского застроено зданиями 2000—2010 гг. постройки. Все эти дома выполнены по индивидуальным проектам.

## Знаменский кафедральный собор
Старейшим зданием на улице Семакова является Знаменский кафедральный собор. Он был построен ещё до того как улица получила свое первое название.

История собора начинается в 1-й половине XVII века (1624—1659), когда здесь было построено первое молитвенное здание. Оно сгорело во время крупного пожара 1697 года, и на его месте построена вторая церковь, тоже погибшая во время городского пожара в 1766 году. Строительство третей уже каменной церкви началось 1 сентября 1768 года. Церковь стоит на этом месте по сей день.

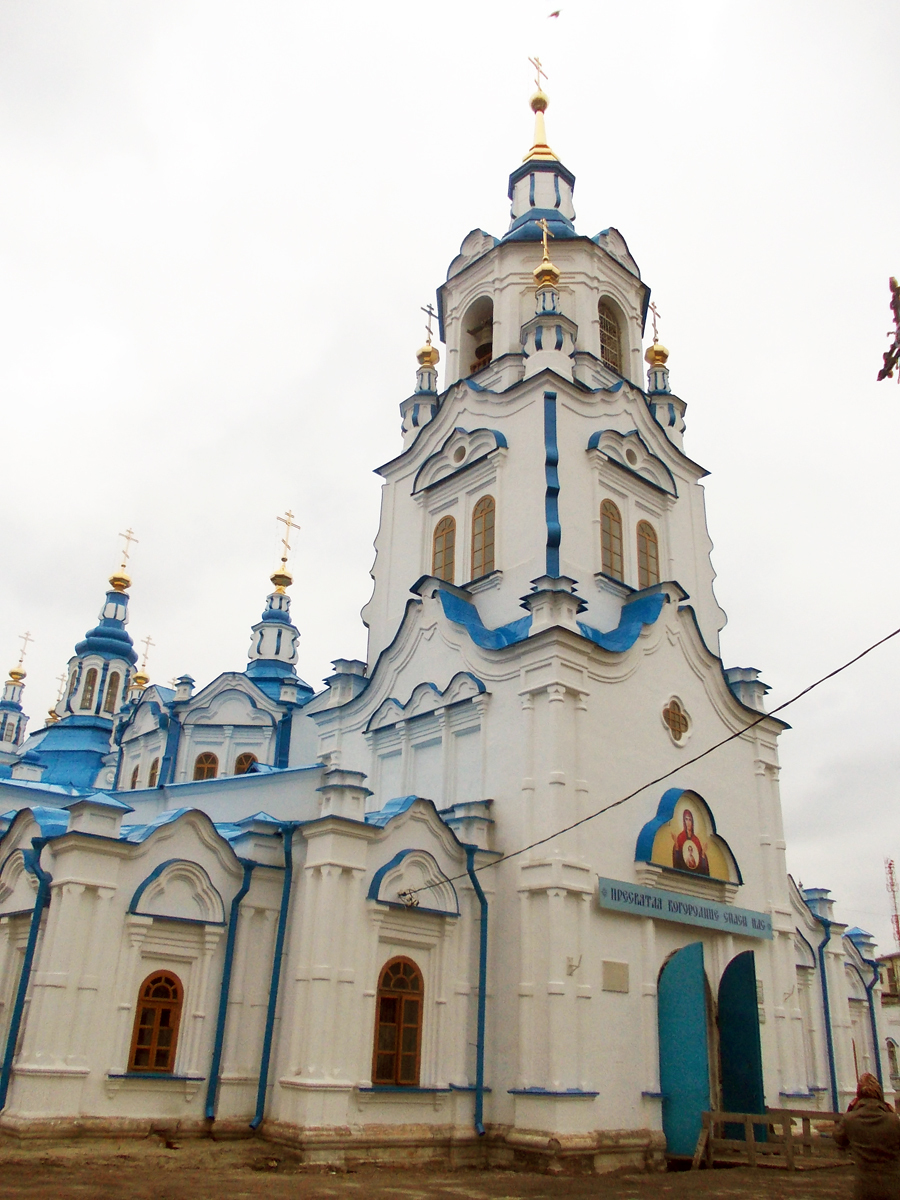
Знаменский кафедральный собор, Семакова, 13

## Жилые дома
| Жилые дома четная сторона |       |          |          |                      |               |                       |          |
| Адрес                     | Этажи | Подъезды | Квартиры | Серия, тип постройки | Год постройки | Описание              | Материал |
| Семакова, 2               | 4     | 2        | 15       | индивидуальная       | 2001          | многоквартирный дом   | кирпич   |
| Семакова, 6               | 4     | 2        | 13       | индивидуальная       | 1999          | многоквартирный дом   | кирпич   |
| Семакова, 32              | 2     | 1        | 6        | индивидуальная       | -             | малоэтажный жилой дом | дерево   |
| Семакова, 38              | 1     | 1        | 6        | индивидуальная       | -             | малоэтажный жилой дом | дерево   |
| Семакова, 40              | 1     | 1        | 1        | индивидуальная       | -             | частный дом           | дерево   |

| Жилые дома нечетная сторона    |       |          |          |                      |               |                                        |                |
| Адрес                          | Этажи | Подъезды | Квартиры | Серия, тип постройки | Год постройки | Описание                               | Материал       |
| Семакова, 5                    | 6     | 4        | 51       | индивидуальная       | 2010          | многоквартирный дом                    | кирпич         |
| Семакова, 9                    | 5     | 2        | 19       | индивидуальная       | 1999          | многоквартирный дом                    | кирпич         |
| Семакова, 21                   | 6     | 2        | 33       | индивидуальная       | 2002          | многоквартирный дом                    | кирпич         |
| Семакова, 31                   | 1     | 1        | 4        | индивидуальная       | конец XIX в.  | Дом М. М. Селиверстова, И. М. Франкеля | кирпич, дерево |
| Семакова,33                    | 1     | 1        | 4        | индивидуальная       | начало XX в.  | Дом И. Г. Голованова                   | кирпич, дерево |
| Прилегающие с других улиц дома |       |          |          |                      |               |                                        |                |
| Семакова, 23/ Ленина, 29       | 4     | 3        | 25       | индивидуальная       | 1966          | многоквартирный дом                    | железобетон    |
| Семакова, 25/ Ленина, 28       | 5     | 4        | 56       | 1-447С-43            | 1971          | многоквартирный дом                    | кирпич         |
| Урицкого 14                    | 5     | 2        | 24       | индивидуальная       | 2007          | многоквартирный дом                    | кирпич         |

Если предположить что в одной квартире проживают в среднем 3 человека, то можно сделать вывод, что на улице проживают примерно 770 человек.

## Административные сооружения
| Жилые дома нечетная сторона |       |                      |                          |                                       |                |
| Адрес                       | Этажи | Серия, тип постройки | Год постройки            | Описание                              | Материал       |
| Семакова, 1                 | 1     | индивидуальная       | конец XIX в.             | Усадьба Знамеской церкви              | дерево         |
| Семакова, 11                | 2     | индивидуальная       | 1907                     | Областной наркологический диспансер   | кирпич         |
| Семакова, 17                | 2     | индивидуальная       | первая половина XX в.    | Государственный аграрный университет  | кирпич         |
| Семакова, 18                | 3     | индивидуальная       | 1871                     | Тюменский государственный университет | кирпич         |
| Семакова, 19                | 5     | индивидуальная       | 1933                     | Областные департаменты и управления   | кирпич         |
| Семакова, 30                | 4     | индивидуальная       | конец XX в.              | Торговы дом                           | кирпич         |
| Семакова, 20                | 2     | индивидуальная       | конец XIX — начало XX в. | Торговый дом                          | кирпич         |
| Семакова, 8                 | 2     | индивидуальная       | 1911                     | Ресторан «Тургенев»                   | дерево         |
| Семакова, 8а                | 1     | индивидуальная       | конец XIX в.             | Тюменский государственный университет | кирпич         |
| Семакова, 4                 | 2     | индивидуальная       | 1911                     | Памятник архитектуры                  | кирпич         |
| Семакова, 36                | 2     | индивидуальная       | конец XIX в.             | Детский центр развития                | кирпич, дерево |
| Семакова, 13                | 3     | индивидуальная       | 1786                     | Знаменский собор                      | кирпич         |

## Инфраструктура
| Придорожные парковки       | 12  |
| Фонари                     | 21  |
| Опоры линий электропередач | 9   |
| Дорожные знаки             | 44  |
| Деревья                    | 124 |

## Памятные доски

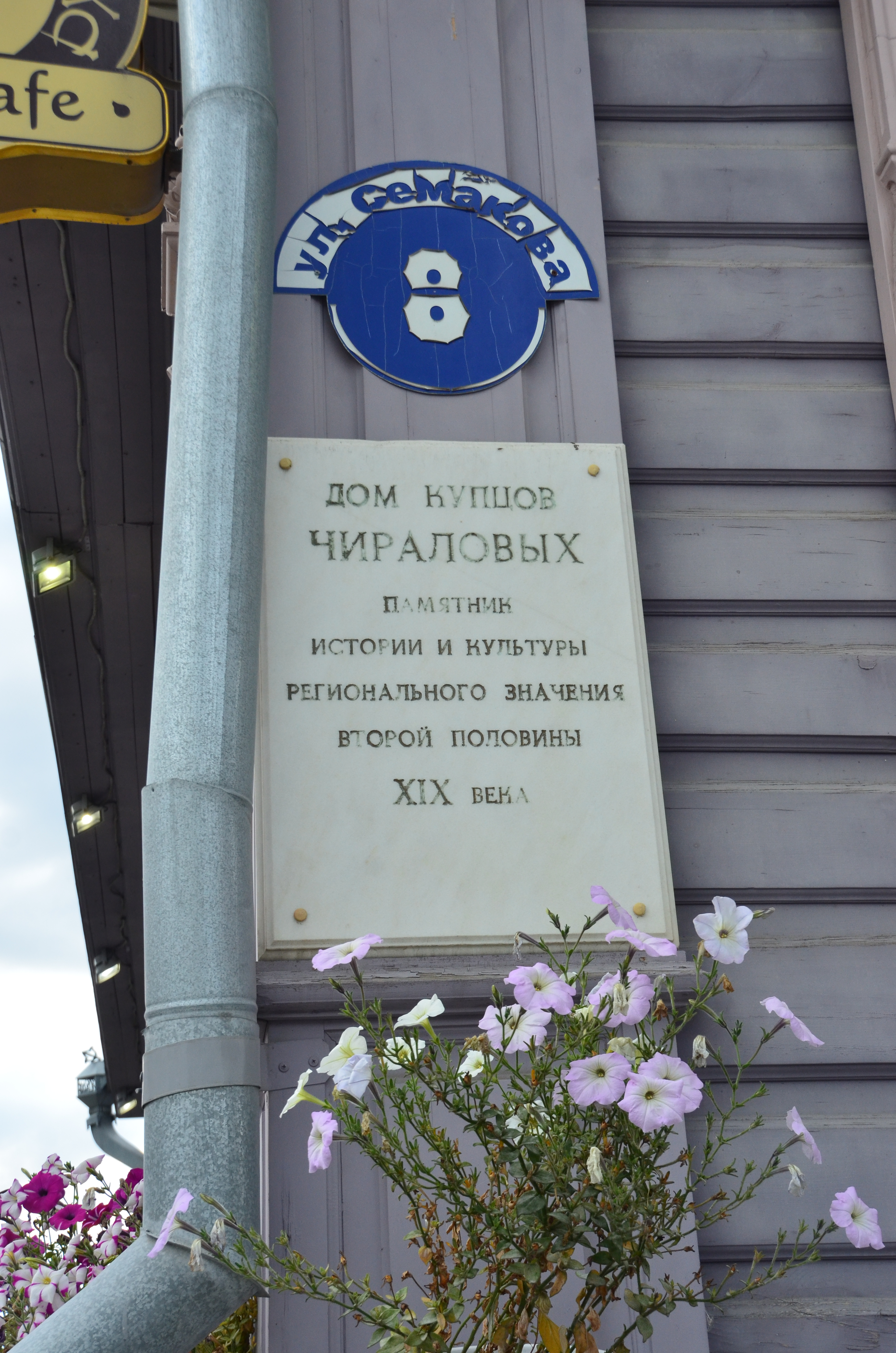
Мемориальная доска дома купцов Чираловых

- Мемориальная доска С. О. Макарову на доме № 1. Совершая поездку по Западной Сибири 12-14 сентября 1897 г. в этом доме останавливался русский флотовец, океанограф, вице-адмирал Макаров Степан Осипович (1848—1904 гг.).
- Памятная доска В. Л. Худякову на доме 8а. Здание бывшей средней школы № 1 в которой учился Худяков Виктор Леонидович (1923—1945 гг.), Герой Советского Союза.
- Мемориальная доска на доме № 17. В этом здании в годы Великой Отечественной войны 1941—1945 гг. размещался госпиталь для раненых воинов Советской Армии.
- Мемориальная доска на доме № 8. Дом купцов Чираловых памятник истории и культуры регионального значения второй половины XIX века.
- Памятная доска на доме № 36. Дом представляет архитектурно-художественную ценность, как редкий для Тюмени тип жилого дома с нетрадиционным декором наличников. Построен в конце XIX века, принадлежал купцу 1 гильдии, потомственному почётному гражданину Тюмени П. И. Подаруеву.
- Памятная доска на доме № 31. Дом М. С. Селивёрстова 1908г, здание представляет художественно-историческую ценность как традиционный для Тюмени тип застройки с элементами модерна в оформлении деталей фасадов. Редкими элементами главного входа являются: ветровая доска, козырьки с прорезной резьбой, объемный резной деревянный кронштейн козырька.
- Мемориальная доска на Знаменском соборе.

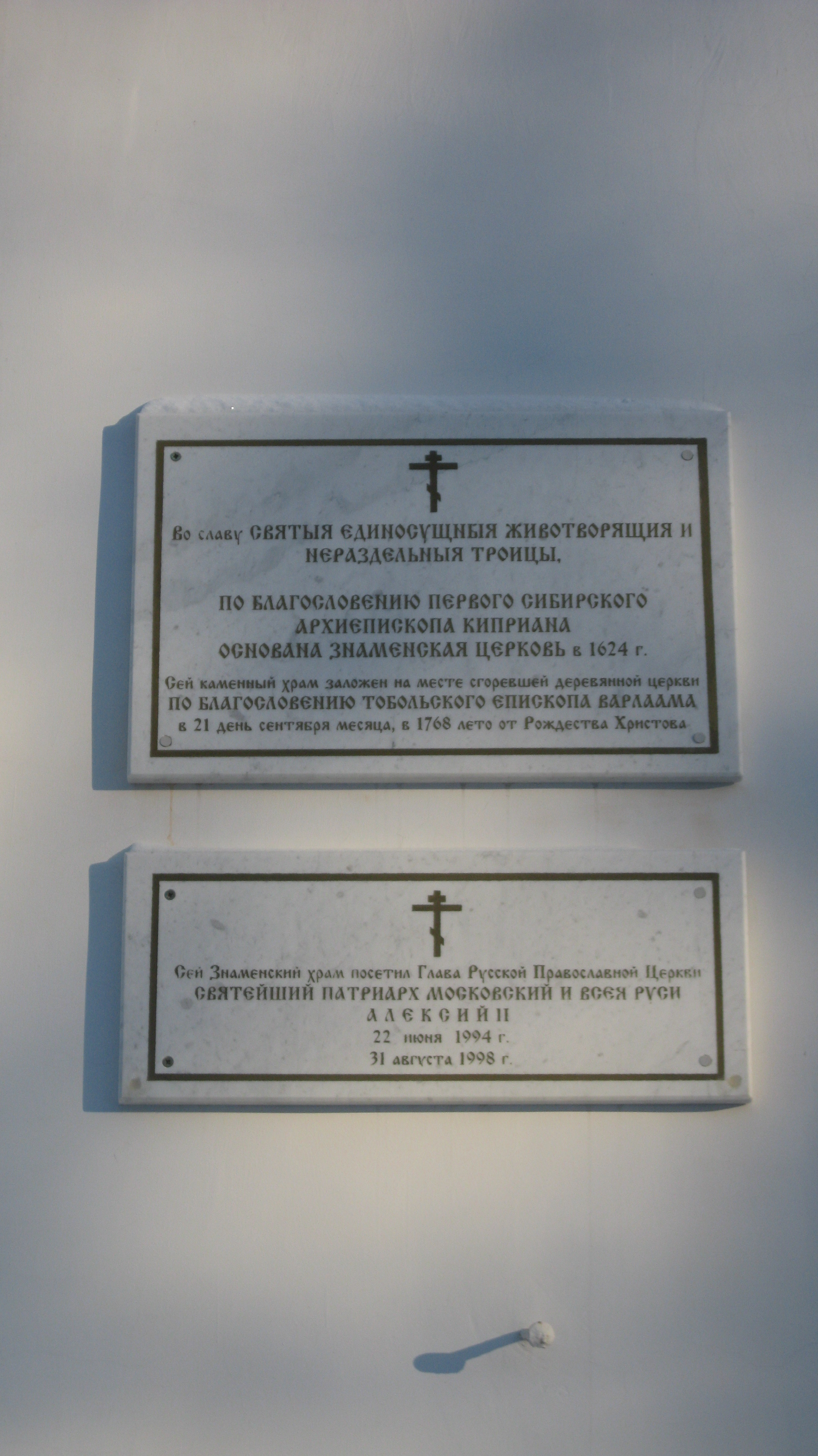
Мемориальная доска на Знаменском соборе (Тюмень)

## Транспорт
По улице не ходит общественный транспорт, отсутствуют велодорожки. Тротуары преимущественно покрыты асфальтом, на некоторых участках брусчаткой. На большей части улицы тротуары отделены от дороги рядом деревьев, либо полосой газона.

## Галерея

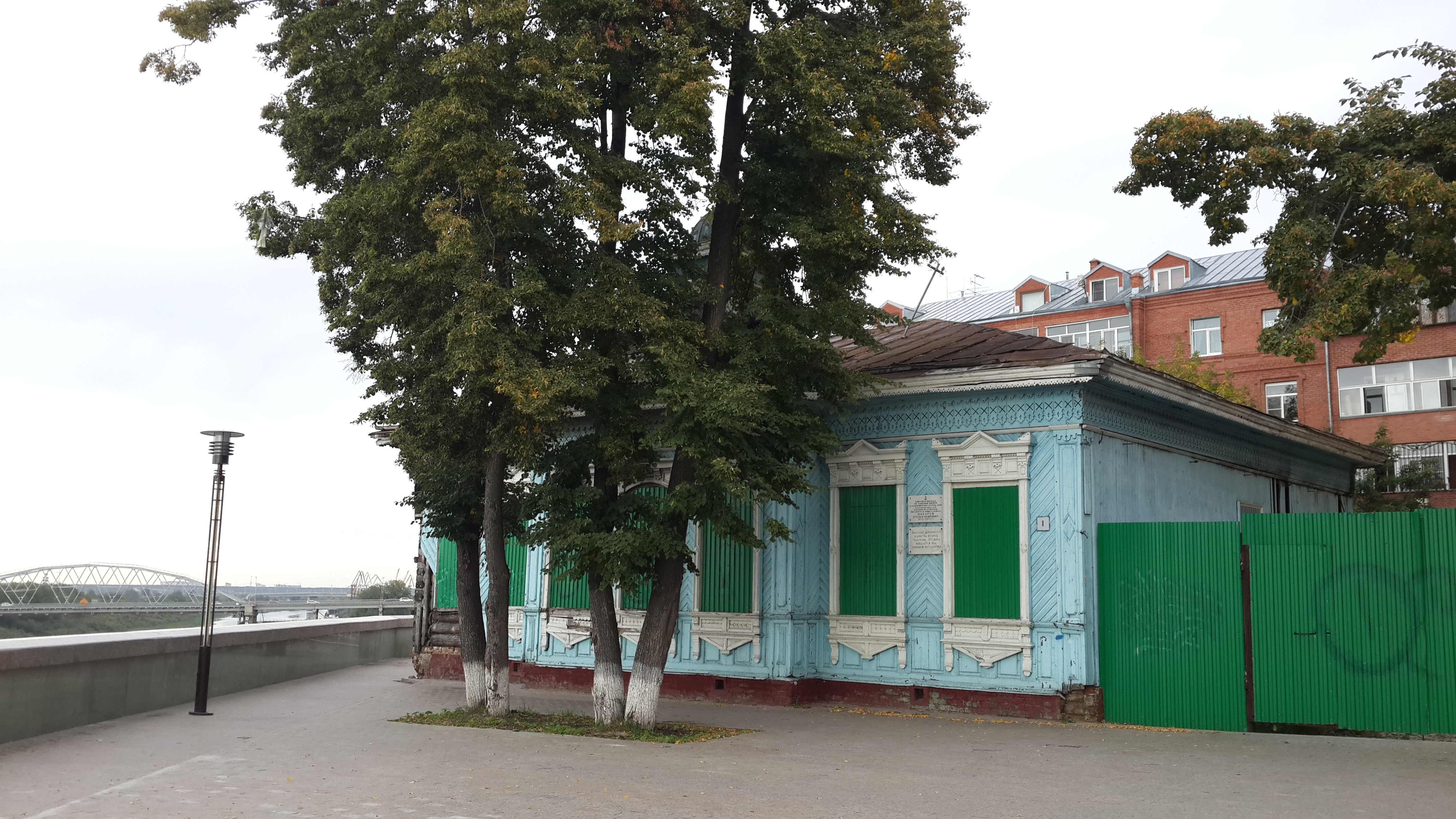
Семакова, 1
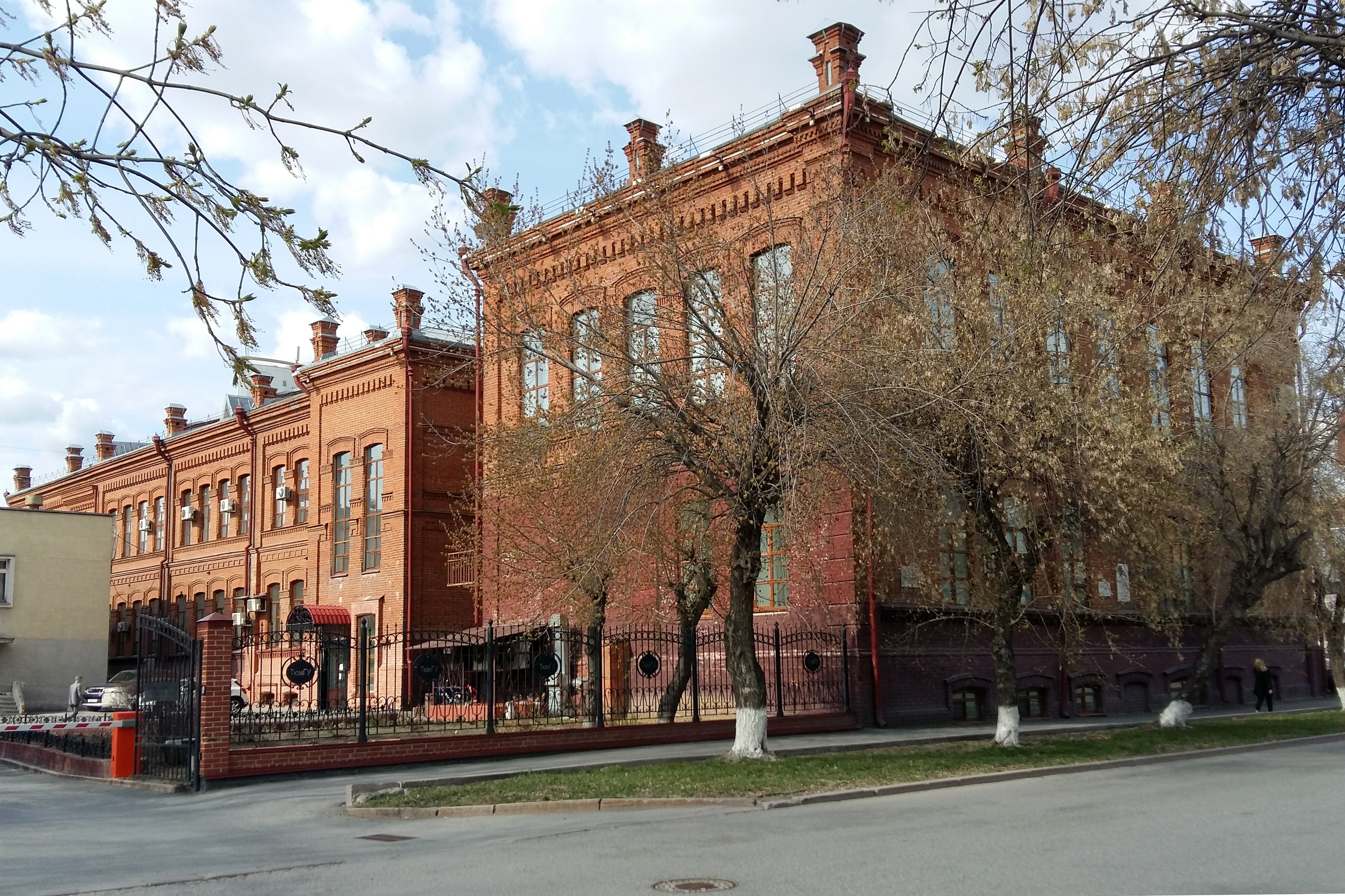
Тюменская женская гимназия
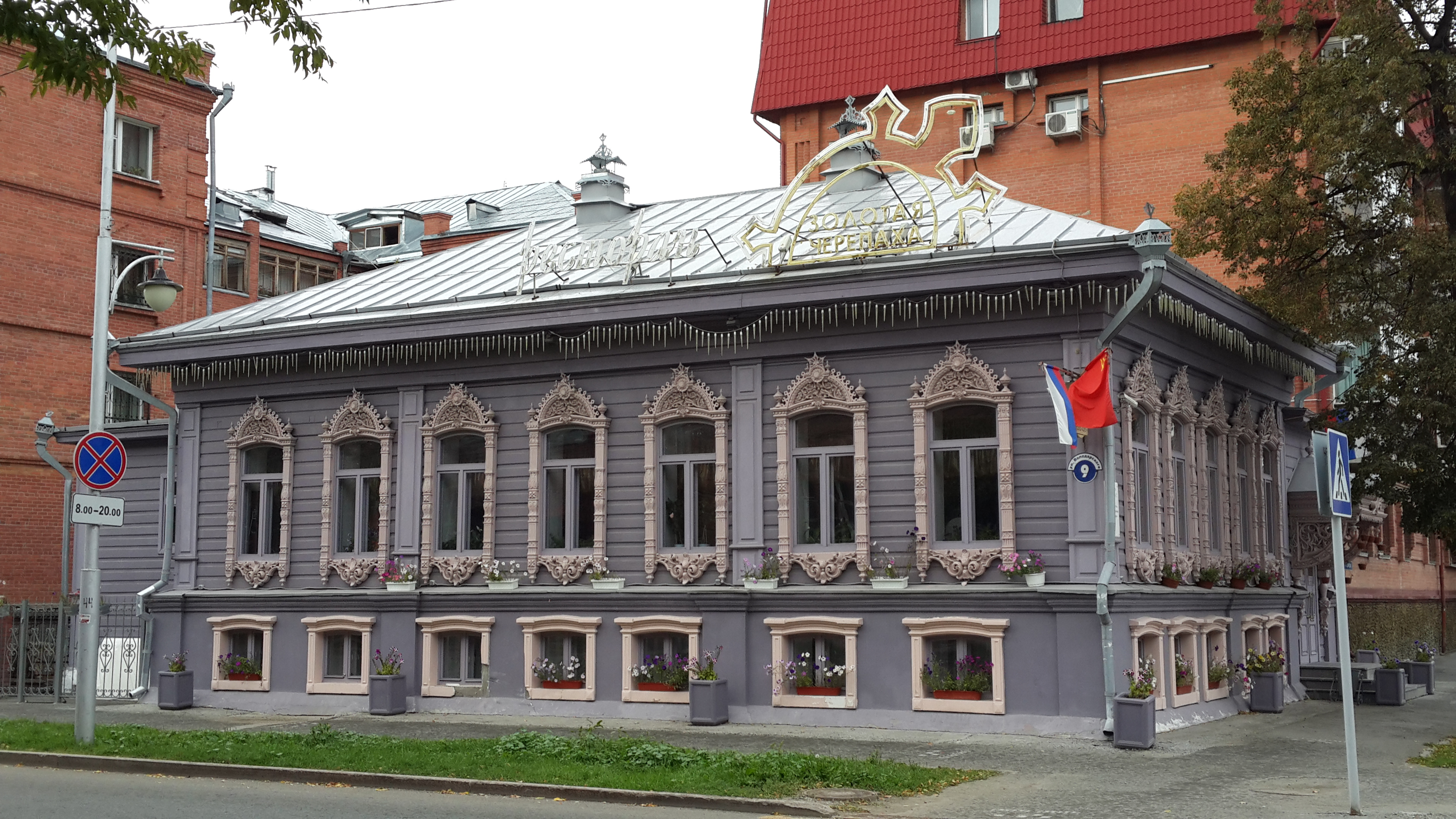
Семакова, 8
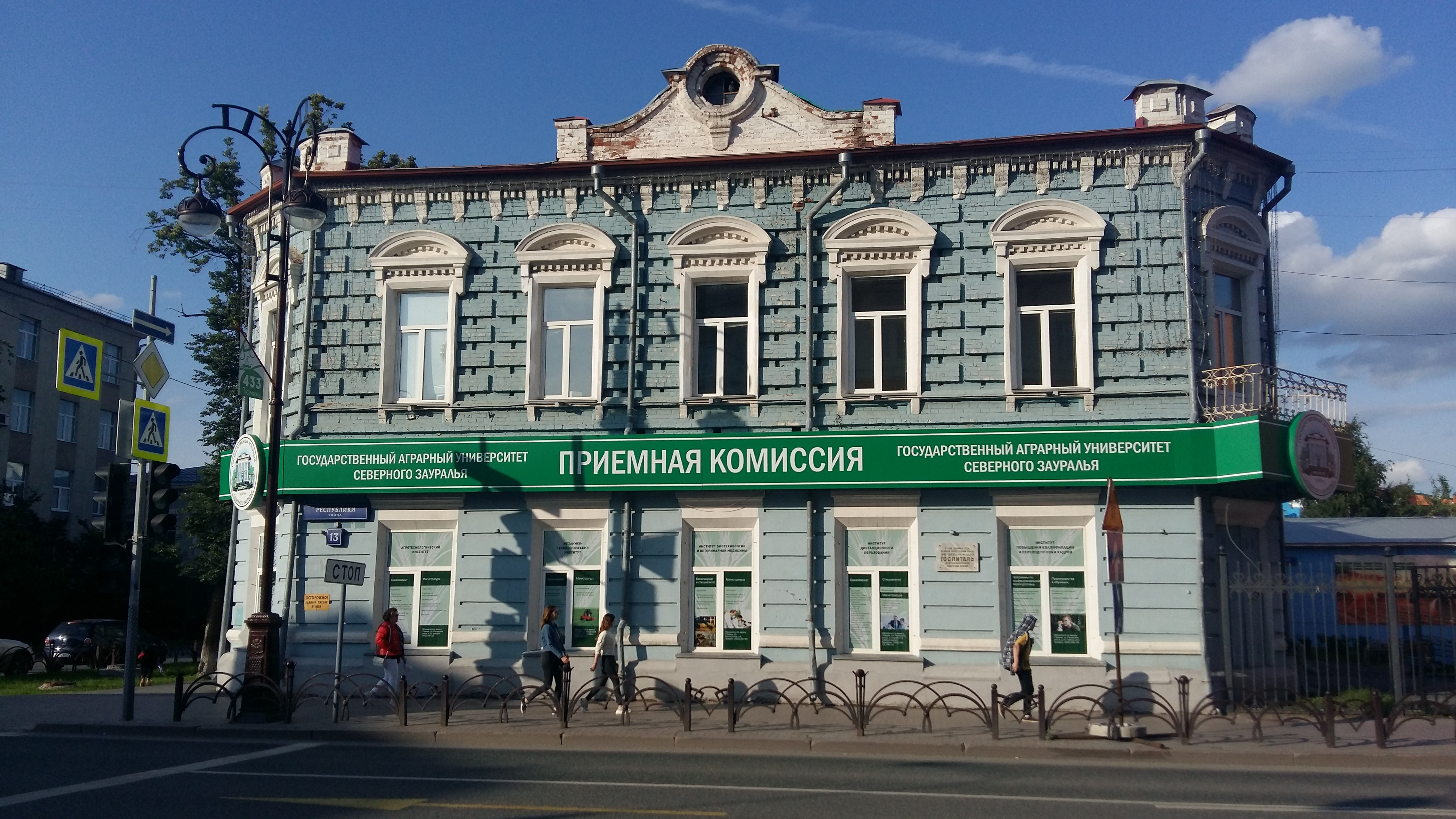
Республики, 13, Семакова, 17
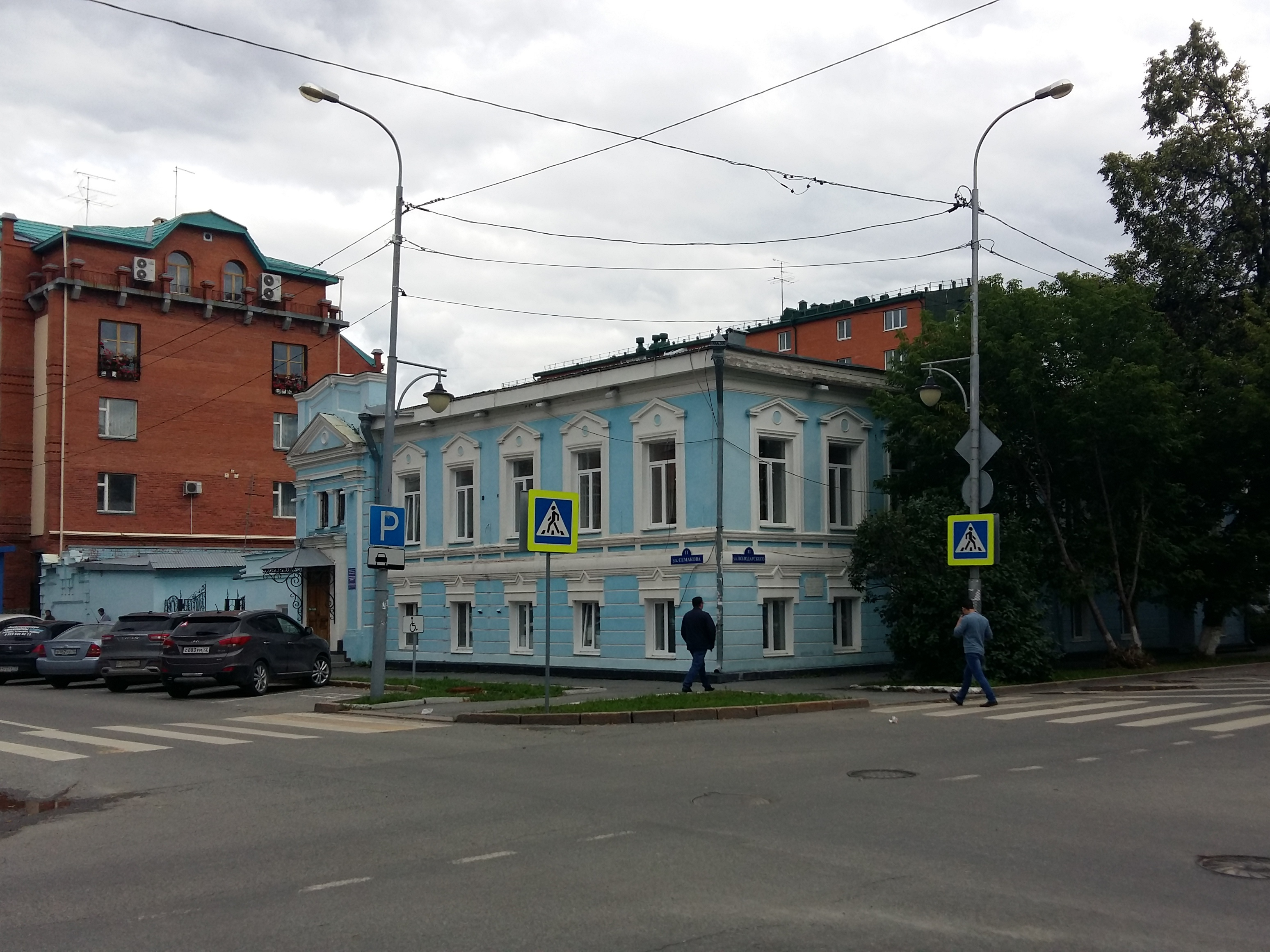
Семакова, 11
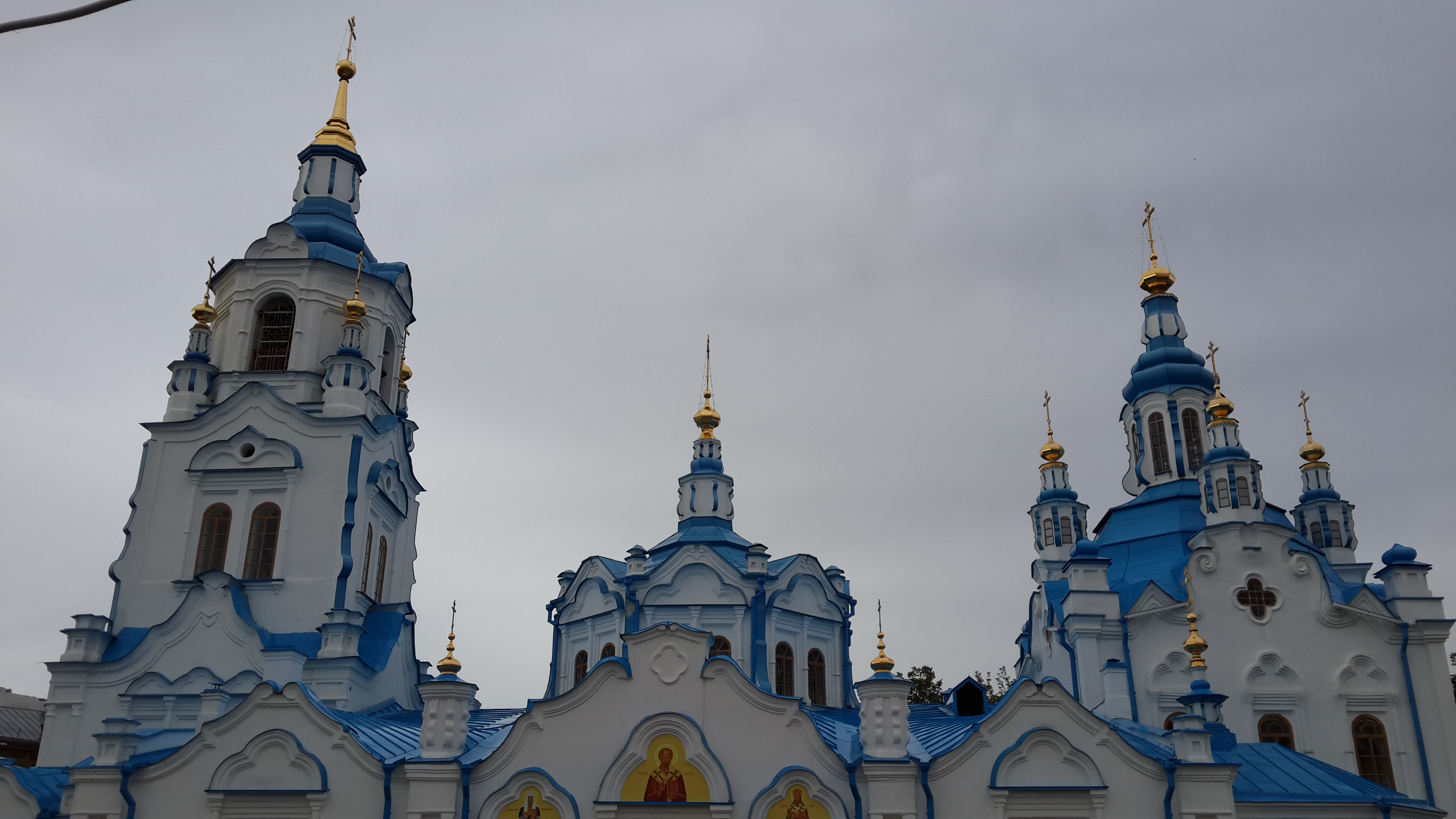
Семакова, 13
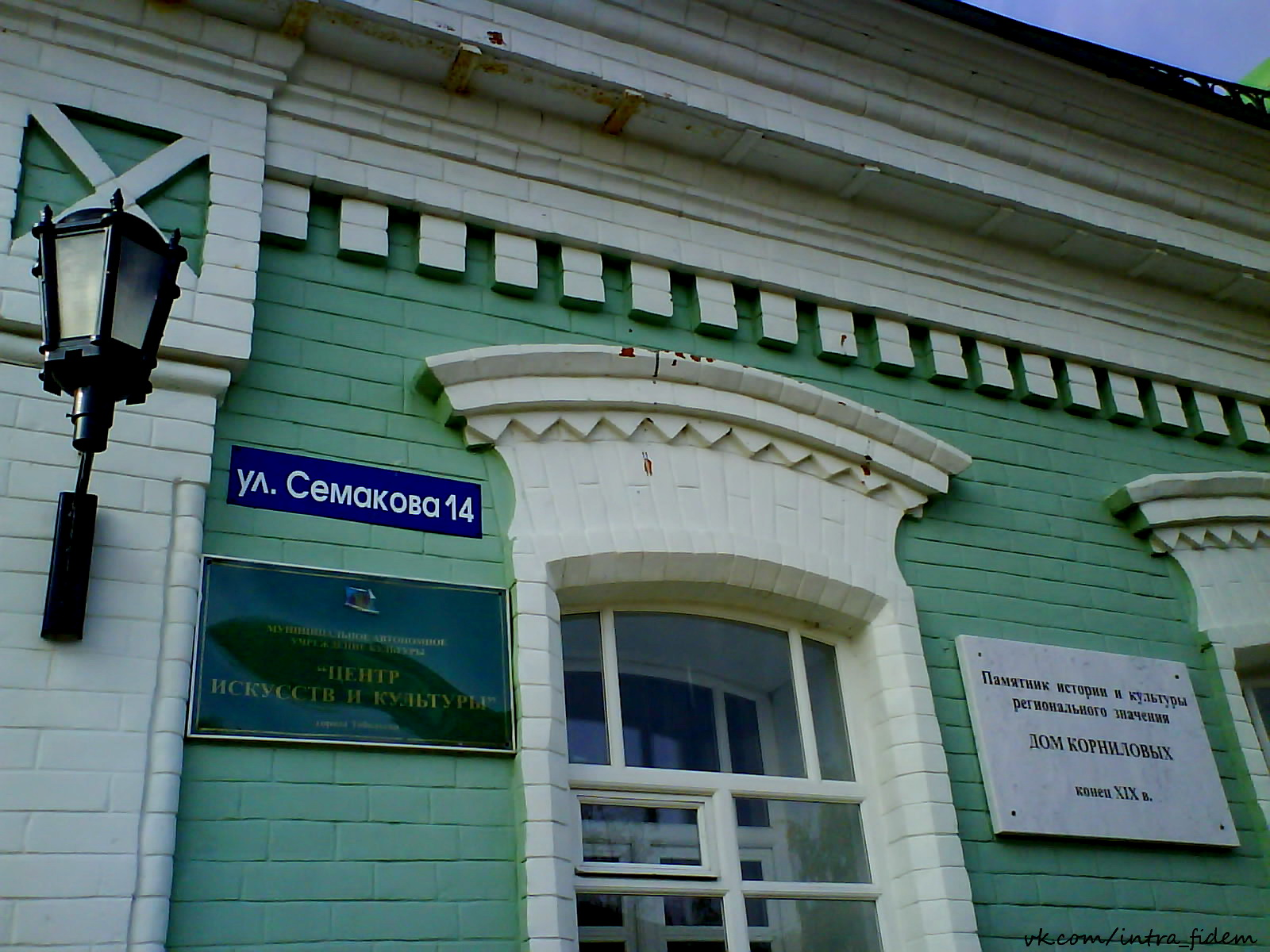
Семакова, 14
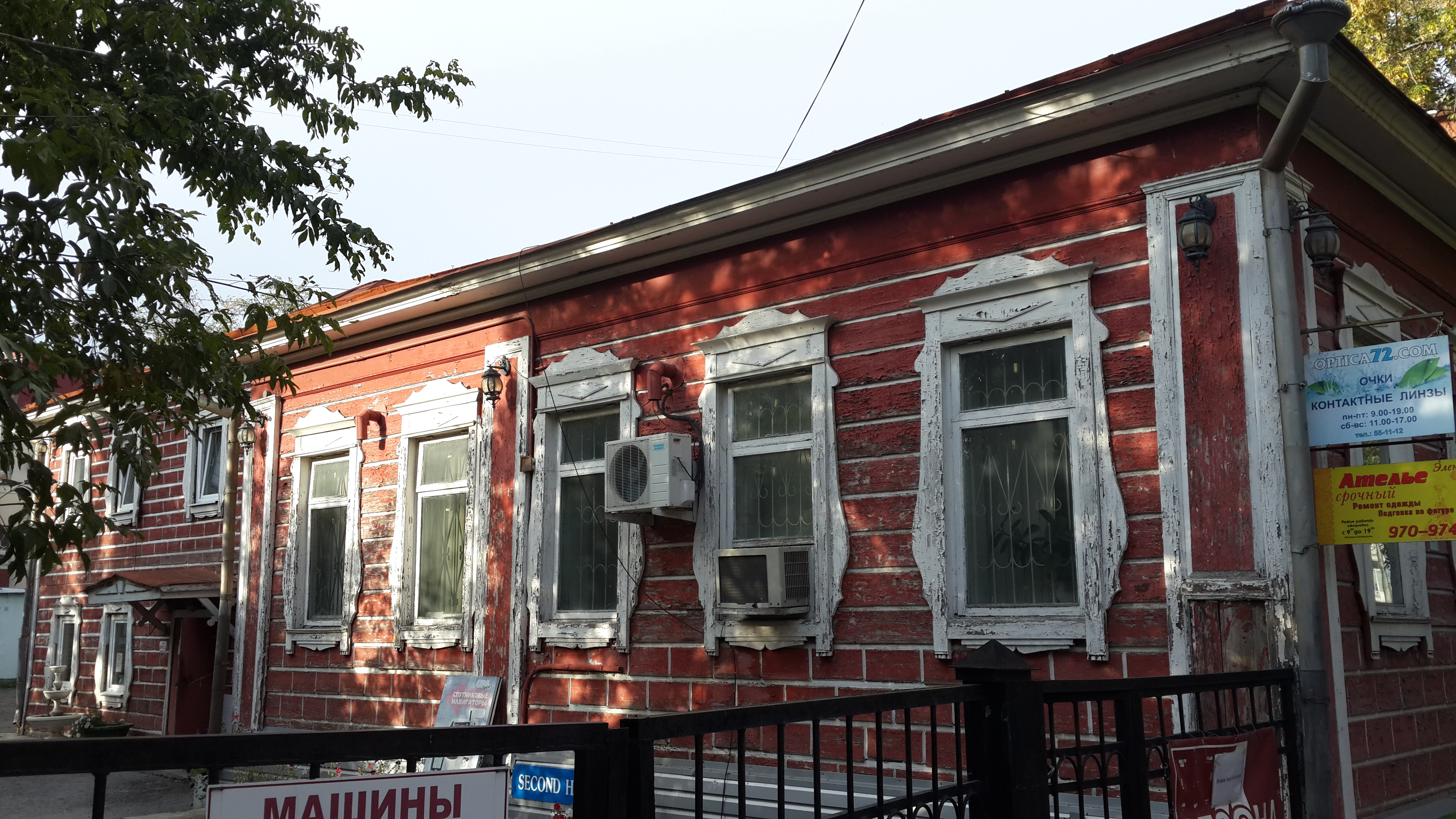
Семакова, 20
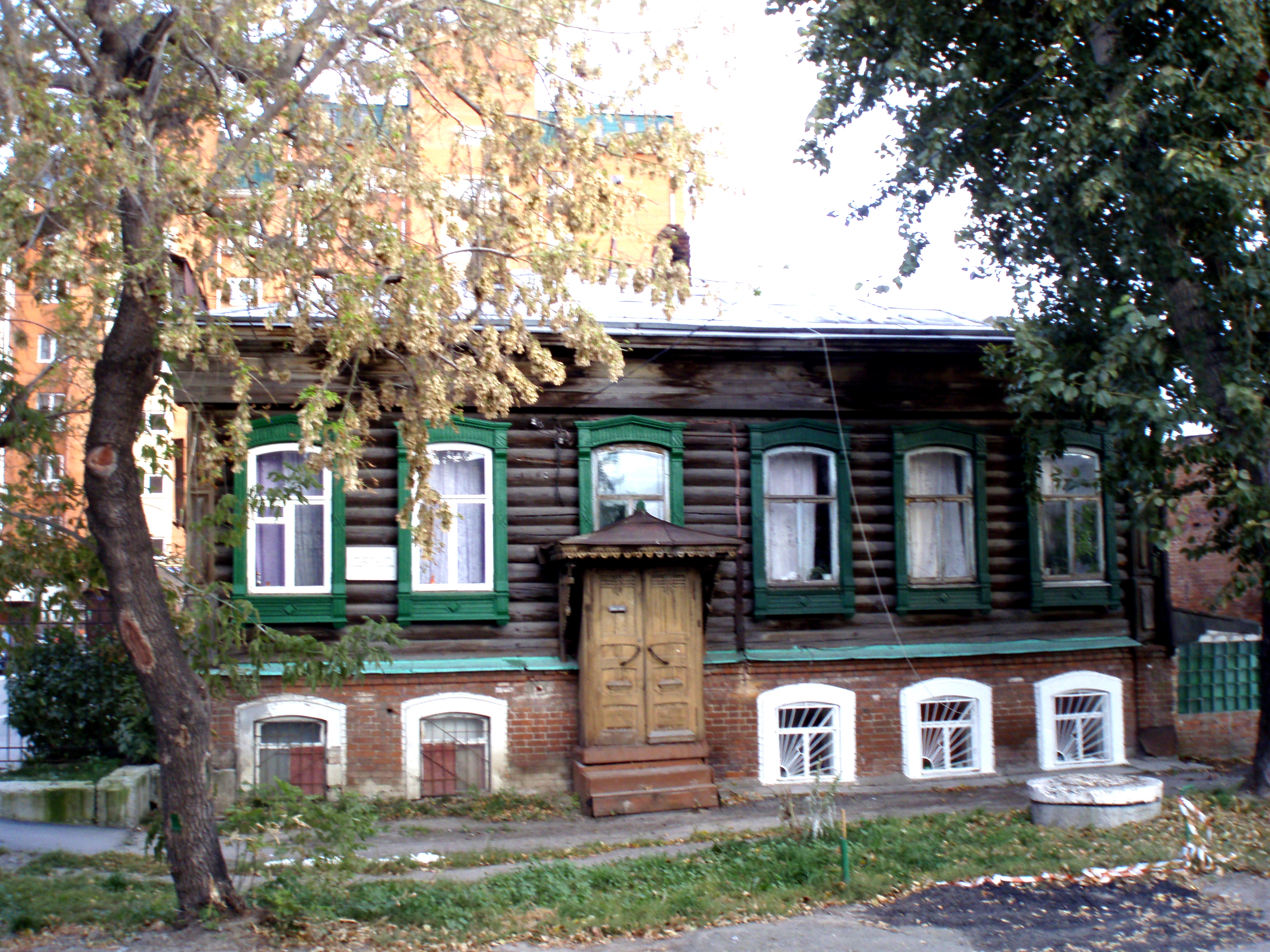
Семакова, 31
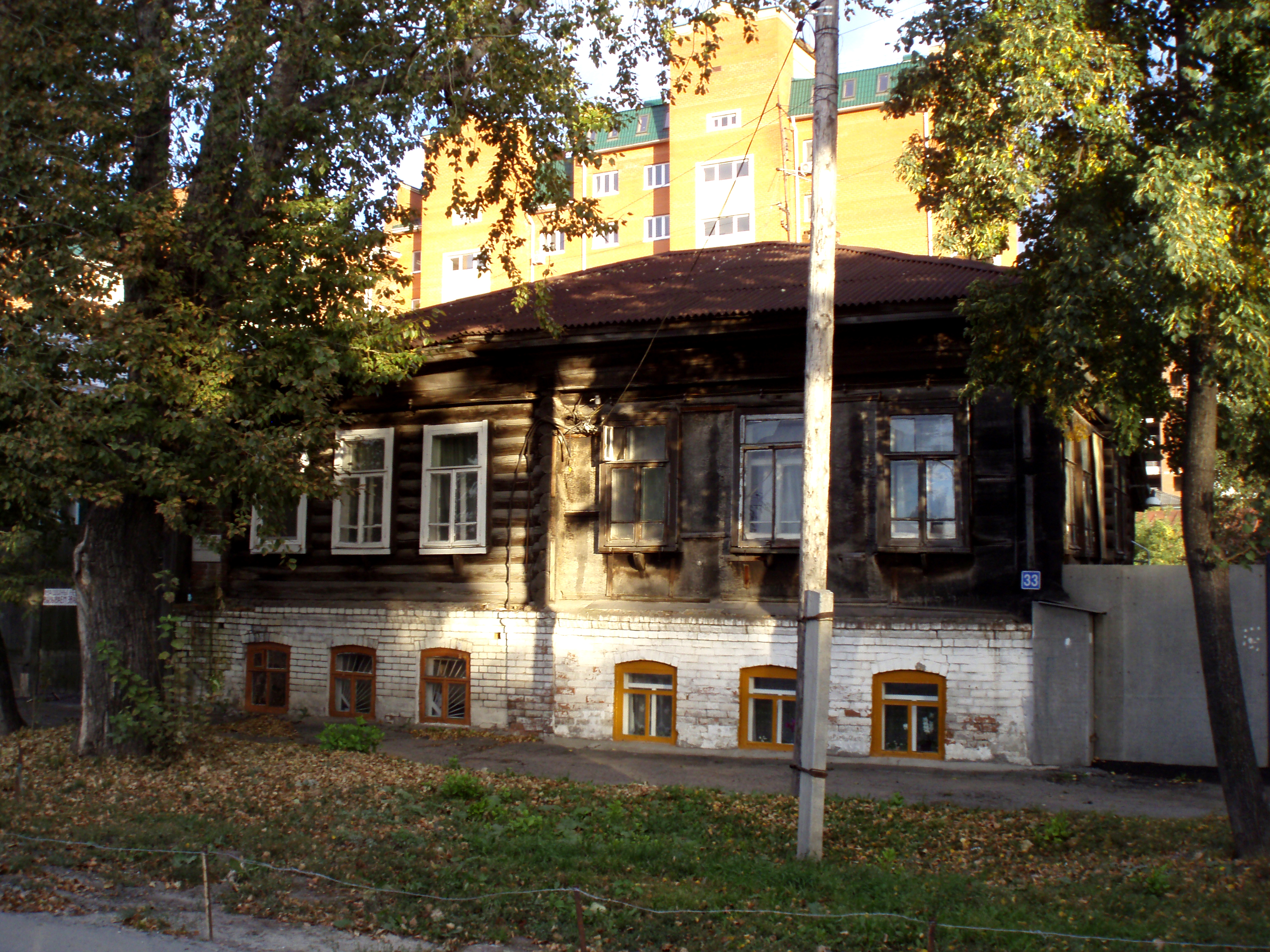
Семакова, 33
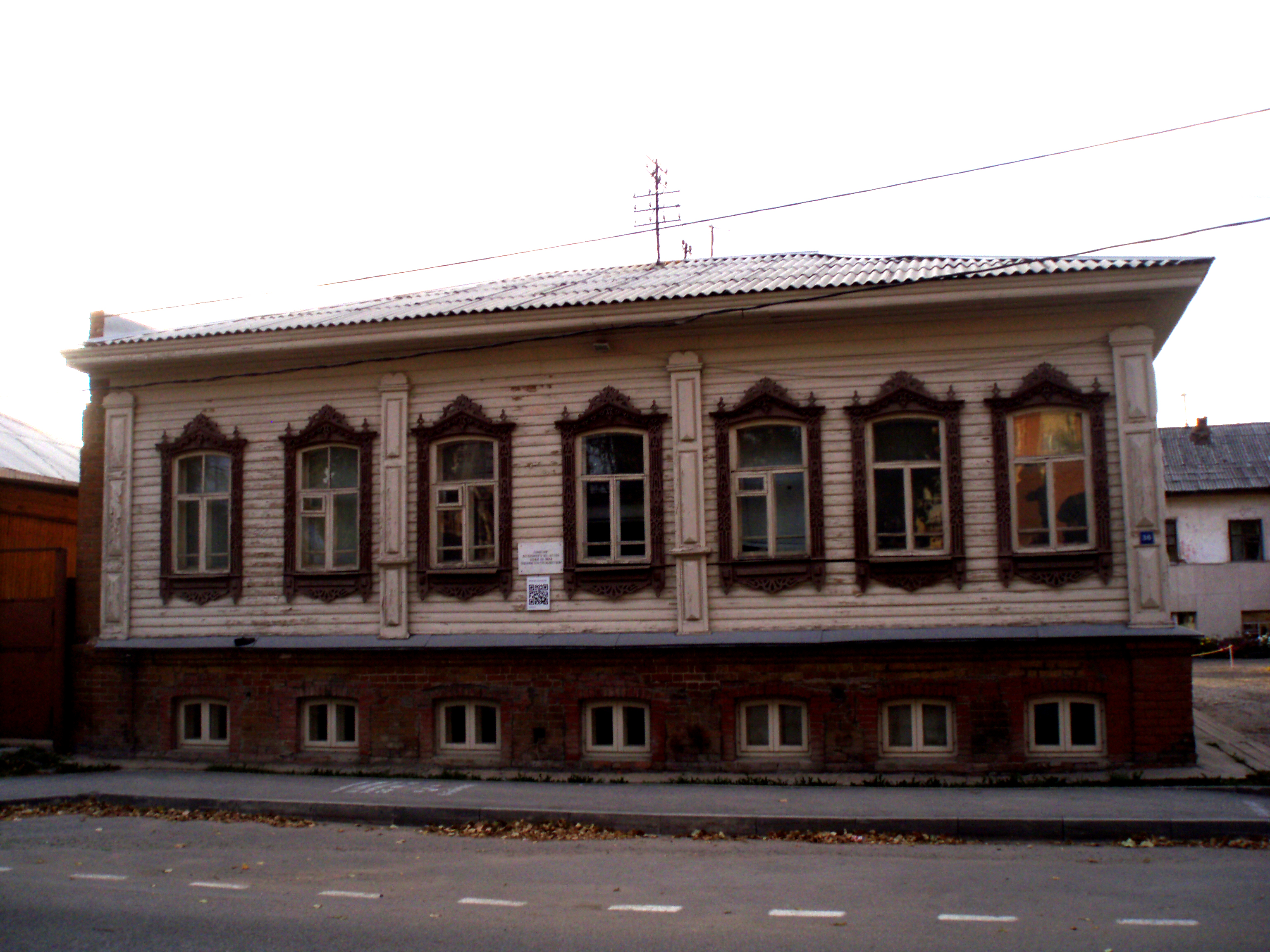
Семакова, 36